# Stefan Pogonowski

Grób Stefana Pogonowskiego na Starym Cmentarzu w Łodzi

Stefan Pogonowski (ur. 12 lutego 1895 w Domaniewie, zm. 15 sierpnia 1920 w Wólce Radzymińskiej) – polski oficer i poeta, porucznik piechoty Wojska Polskiego, podczas wojny polsko-bolszewickiej dowódca I batalionu 28 Pułku Strzelców Kaniowskich "Dzieci Łodzi", który poległ w bitwie pod Radzyminem. Pośmiertnie awansowany do stopnia kapitana. Dwukrotny kawaler Orderu Virtuti Militari.

## Życiorys
Urodził się w majątku Domaniew, w rodzinie ziemiańskiej Ryszarda i Heleny z Mareckich. Był jednym z dziewięciorga rodzeństwa: zmarłych w dzieciństwie dwóch braci Władysławów, Lucjana, Ryszarda, bliźniaczkę Mariannę (ur. 12 lutego 1895) oraz Stanisława (ur. 1896), Stanisława (1898–1934), Janiny (ur. 1902) i Anny (ur. 1908).
Po ukończeniu gimnazjum w Łodzi wybrał karierę wojskową. Od 14 lutego 1914 w armii rosyjskiej. Absolwent Wileńskiej Szkoły Wojskowej, którą ukończył z trzecią lokatą 31 stycznia 1915 i został mianowany chorążym. Od 5 stycznia 1918 w oddziałach I Korpusu Polskiego. Od września 1918 w odrodzonym Wojsku Polskim w 4 Dywizji Strzelców Polskich gen. Żeligowskiego, członek Legii Rycerskiej Korpusu Wschodniego. Od lipca 1919 jako dowódca 3 kompanii w 29 pułku strzelców kaniowskich. Od grudnia 1919 jako dowódca batalionu na froncie litewsko-białoruskim.

Świtem 15 sierpnia 1920 z własnej inicjatywy z Kątów Węgierskich przeprowadził brawurowy atak, wywołując panikę w szeregach znacznie liczniejszego nieprzyjaciela.

Poległ 15 sierpnia 1920 w Zamostkach Wólczyńskich pod Radzyminem, w czasie Bitwy Warszawskiej, prowadząc do ataku I batalion 28 pułku Strzelców Kaniowskich. Wg innej wersji zginął pod Wólką Radzymińską.
Rodziny nie założył. Był autorem wierszy lirycznych.
Pośmiertnie odznaczony został Krzyżem Srebrnym Orderu Wojennego Virtuti Militari oraz awansowany na kapitana. Pochowany na Starym Cmentarzu w Łodzi, w grobowcu z sylwetką rycerza w zbroi husarskiej, wykonanym przez Wacława Konopkę, a ufundowanym przez łódzkie społeczeństwo.
Komitet budowy pomnika kapitana Stefana Pogonowskiego otrzymał opinię generała Lucjana Żeligowskiego o znaczeniu nocnego ataku pod Radzyminem w nocy z 14 na 15 sierpnia 1920 przez batalion ciężkich karabinów maszynowych pod dowództwem Pogonowskiego:
"Dnia 15 sierpnia o godz. 1-szej w nocy, prowadząc swe dzielne kompanie do zwycięskiego ataku na pozycje nieprzyjacielskie pod Radzyminem padł dowódca 1-go batalionu 28-go pułku piechoty ś. p. kapt. Pogonowski....w chwili kiedy nieprzyjaciel otworzył sobie wejście do stolicy. Pogonowski z batalionem odosobnionym, w miejscu najbardziej zbliżonym do tyłów nieprzyjaciela, uderzył nań w nocy pod Wólką Radzymińską, dzięki czemu nieprzyjaciel, który już doszedł do Kątów Węgierskich, czuł się zagrożony na swoich tyłach...W samorzutnej inicjatywie ś. p. kapt. Pogonowskiego leży wielkość jego czynu. Był to...moment zwrotny w historii tej wojny. Psychologia klęski, cofania się, ciągłych odwrotów została nareszcie przełamana. Odwróciła się karta historii.- W tym przełomie psychologicznym jest wielka treść czynu i śmierci ś. p. kapt. Pogonowskiego.”
Gen. L. Żeligowski przypisuje natarciu kapitana Pogonowskiego doniosłe znaczenie. Rosjanie widzieli ze swoich pozycji ognie i światła Warszawy. Droga do stolicy wydawała się być otwarta. Oto co zapisał gen. Żeligowski w swych wspomnieniach:

      W tej chwili słaby batalion nie czekając godziny ogólnego natarcia, atakował punkt, który – jak się później okazało – stanowił najczulsze miejsce armii rosyjskiej, centrum głównej arterii nieprzyjacielskiego ruchu naprzód.

      Według mego przekonania – w tym miejscu odwróciła się karta wojny, nastąpił przełom psychiczny u nas i u Rosjan. Od chwili tego natarcia rozpoczęły odwrót trzy zwycięsko i niepowstrzymanie dotąd idące brygady, a także 21. dywizja ze Słupna, odwrotem swym stwarzając chaos i zamieszanie. Pogonowski, wiedziony nadzwyczajnym instynktem, rozpoczął zwycięstwo 10. dywizji i 1.armii na przyczółku warszawskim… i zginął.

## Ordery i odznaczenia
- Krzyż Srebrny Orderu Wojskowego Virtuti Militari nr 566[1]
- Krzyż Srebrny Orderu Wojskowego Virtuti Militari
- Krzyż Walecznych[1] (czterokrotnie)
- Krzyż Niepodległości

## Awanse
- podporucznik – 2 II 1916[1]
- porucznik – 11 VI 1916[1]
- kapitan – pośmiertnie[1]

## Film
- W 2002 roku powstał pierwszy dokumentalny film poświęcony bohaterowi – "Stefan Pogonowski" w reżyserii Andrzeja B. Czuldy.

## Upamiętnienie

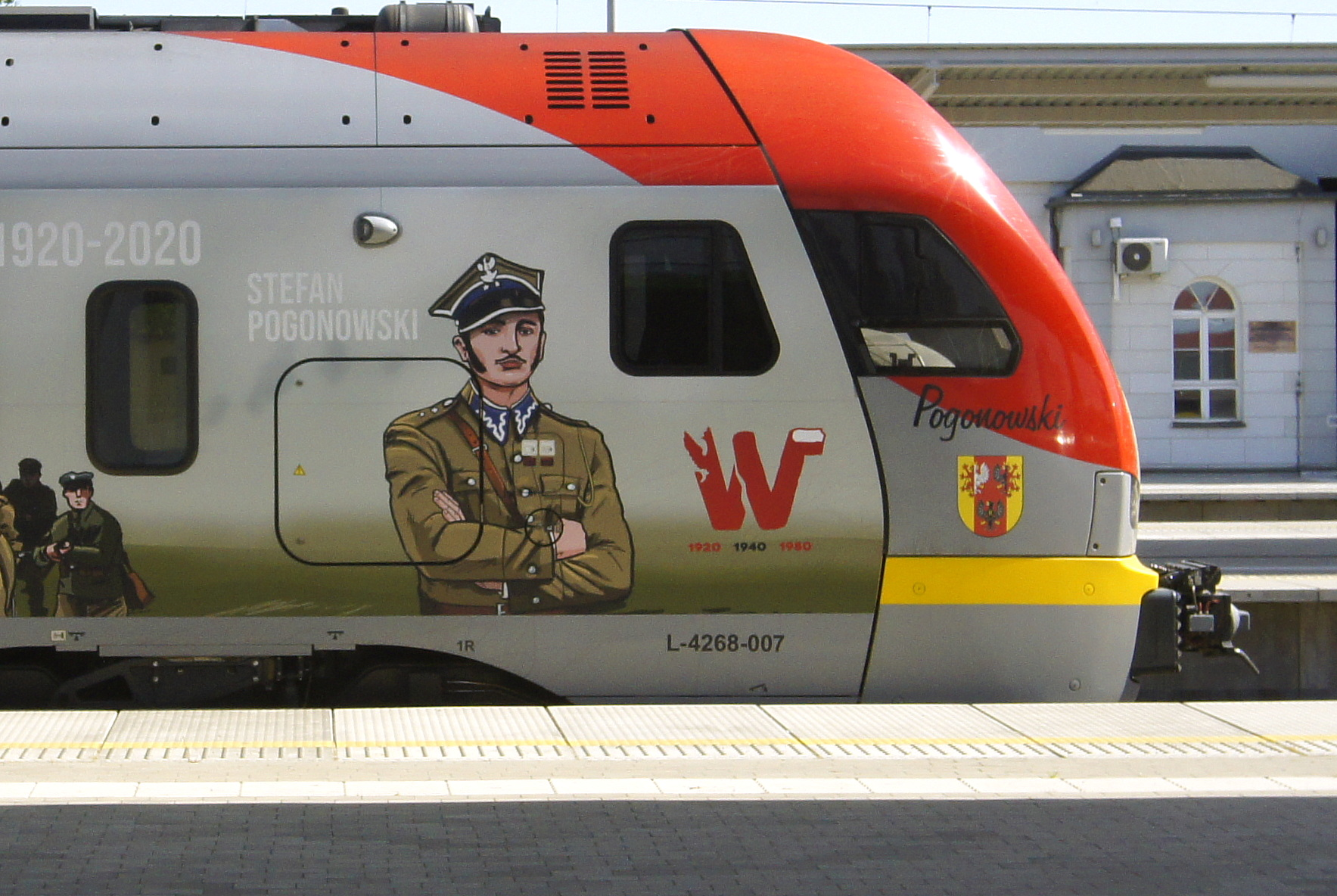
Patron pociągu

- W Łodzi jedną z ulic w dzielnicy Polesie, przebiegająca na obszarze tzw. Starego Polesia, nazwano jego imieniem.
- W Warszawie na Starym Żoliborzu jedna z ulic nosi jego imię.
- W podwarszawskich Markach jedna z ulic nosi jego imię.
- Ulica kapitana Stefana Pogonowskiego jest także w podwarszawskiej Zielonce.
- Kapitan Stefan Pogonowski jest patronem Zasadniczej Szkoły Zawodowej Zakładu Doskonalenia Zawodowego z siedzibą w Radzyminie[6].
- Jeden z pociągów Łódzkiej Kolei Aglomeracyjnej nosi imię kapitana Pogonowskiego[7]
- 23 marca 2021 minister obrony narodowej nadał imię kpt. Stefana Pogonowskiego 31 Zgierskiemu Wojskowemu Oddziałowi Gospodarczemu[8].